# Cordiñanes de Valdeón
Cordiñanes de Valdeón (en leonés, Curdiñanes de Valdión) es una localidad española que pertenece al municipio de Posada de Valdeón, en la provincia de León, comunidad autónoma de Castilla y León. Se encuentra a escasos kilómetros del inicio de la Ruta del Cares cerca del Mirador del Tombo. Se ubica en una ladera y a la sombra de la peña del porracho (en cuya pared y por la erosión natural, evocando la forma de una porracha era utilizado por la gente como reloj solar).
En el siglo XIX desapareció su ermita siendo su patrón Santiago. A pocos metros de esta población se localiza el Mirador del Tombo, donde existe una escultura de un rebeco a tamaño natural, animal emblemático de Picos de Europa, y un relieve del macizo central y de sus correspondientes alturas.